# 367 TCN
367 TCN là một năm trong lịch La Mã.